# Vel (Vaga)
Vel (rus. Вель) je rijeka u Konoškom i Veljskom rajonu Arhangelske oblasti u Rusiji. To je lijevi pritok Vage. Duga je 223 km, s površinom porječja od 5390 km2. Njegov prosječni protok (mjeren u selu Balamutovskaja, oko desetak kilometara uzvodno od ušća rijeke Vel) iznosi 47.7 m3/s. Njegovi glavni pritoci su Podjuga i Šonoša (oba lijeva).

## Tok rijeke
Vel izvire u močvarama južno od gradskog naselja Konoša. Teče prema sjeveroistoku, zatim skreće prema jugoistoku, a oko sela Bolja Gora prima dvije desne pritoke, Vočicu i Tavrengu, te skreće prema sjeveroistoku. Ulazi u Veljski okrug, a iza naselja Solginski oštro skreće prema sjeverozapadu, sve do ušća u Podjugu. Od ove točke Vel teče prema sjeveru, prihvaća Šonošu u selu Ust-Šonoša i okreće se prema istoku. U selu Šunems skreće prema jugoistoku. Grad Veljsk se nalazi na ušću rijeke Vel u Vagu.

## Gospodarstvo
Vel se koristio za splavarenje drva do 1990-ih.

## Vanjske poveznice
|  | Zajednički poslužitelj ima još gradiva o temi Vel (Vaga) |